# 巴索科
巴索科是剛果民主共和國的城鎮，由喬波省負責管轄，位於該國北部利薩拉和基桑加尼之間的剛果河右岸，建城於1890年，2009年人口估計約47,970。